# Laura Marano
Laura Marie Marano (født 29. november 1995) er en amerikansk skuespiller og sanger.

## Tidlige liv
Marano blev født d. 29. november 1995. Hun har en ældre søster ved navn Vanessa som også er skuespiller.

## Karriere
Marano fik sin debut i tv-serien Without a Trace som Kate, da hun var fem år. Senere har hun medvirket i forskellige film og tv-serier såsom Superbad og Back to you før hun fik sit gennembrud som Ally i Disney Channel-serien, Austin og Ally.
Hun har haft en gæsterolle i et enkelt afsnit af Nickelodeon-serien True Jackson, VP som Trues lille makker, Molly.

## Filmografi
- The Jacket (2005)
- Ice Age: The Meltdown (2006)
- Goldfish (2007) – Kortfilm
- Superbad (2007)
- Lady Bird (2017)
- I krig med morfar  (2020)

Serier
- Without a Trace (2003-2004)
- Joan of Arcadia (2004)
- Medical Investigation (2005)
- The X's (2005)
- Ghost Whisperer (2006)
- Without a Trace (2006)
- Huff (2006)
- Dexter (2006)
- Are You Smarter Than A Fifth Grader (2007)
- Back to You (2007-2008)
- The Sarah Silverman Program (2007-2008)
- Gary Unmarried (2008)
- Ni Hao, Ka-Lan (2008)
- Heroes (2009)
- Little Monk (2009)
- Telepathic (2010)
- True Jackson, VP (2010)
- The Sarah Silverman Program (2010)
- FlashForward (2010)
- Childrens Hospital (2010)
- Austin & Ally (2011-)

Singels
- Words (2011)

Musikvideoer
- Words (2011)
- What's Coming Over Me (2012)